# PLATO (rymdteleskop)
För andra betydelser, se Plato.
PLAnetary Transits and Oscillations of stars ( PLATO ) är ett rymdteleskop under utveckling av ESA för uppskjutning av en Ariane 62-raket, någon gång under 2026. Uppdragets mål är att söka efter planetariska transiter bland upp till en miljon stjärnor, och att upptäcka och karakterisera steniga exoplaneter runt gula dvärgstjärnor (som vår sol ), underjättestjärnor och röda dvärgstjärnor. Tyngdpunkten i uppdraget ligger på jordliknande planeter i den beboeliga zonen runt solliknande stjärnor där vatten kan existera i flytande tillstånd.
Det är det tredje medelklassuppdraget i ESA:s Cosmic Vision-program och uppkallat efter den inflytelserika grekiske filosofen Platon.
Ett sekundärt syfte med uppdraget är att studera stjärnoscillationer eller seismisk aktivitet i stjärnor för att mäta stjärnmassor och evolution och möjliggöra en exakt karakterisering av planetens värdstjärna, inklusive dess ålder.